# دغيبجه
دغيبجه هو مركز سعودي تابع لمحافظة المويه بمنطقة مكة المكرمة، المملكة العربية السعودية.

## الموقع
تقع على بعد 36 كيلو من طريق الحجاز شمال وقبل الطائف بـ 200 كيلو، ويحدها من الشرق هجرة ام الدوم ومن الشمال جبل (كشب).